# Лазе-при-Предграду
Лазе-при-Предграду (словен. Laze pri Predgradu) — поселення в общині Кочев'є, регіон Південно-Східна Словенія, Словенія. Висота над рівнем моря: 245,7 м.